# Oružane snage Rusije
Oružane snage Rusije (rus. Вооружённые силы Российской Федерации) su vojna komponenta Ruske Federacije. Utemeljene su 7. svibnja 1992. odredbom koju je potpisao prvi ruski predsjednik Boris Jeljcin o osnivanju ministarstva obrane i stavljanjem pod rusku kontrolu bivšu vojsku SSSR-a na teritoriju RSFSR-a. Vrhovni zapovjednik oružanih snaga je predsjednik Rusije. Iako su oružane snage osnovane 1992., ruska vojna povijest datira iz davne Kijevske Rusi.
Sastoje se od kopnene vojske, mornarice i zrakoplovstva, a uz te tri glavne grane postoje i neovisne specijalizirane snage za strateške nuklearne rakete, svemirske obrambene snage i zračnodesantne snage.
Broj vojnika i postrojbi određuje predsjednik Rusije. Godine 2010. prema procjenama Međunarodnog instituta za strateške studije (eng. International Institute for Strategic Studies, skraćeno IISS) Oružane snage Rusije broje 1.027.000 aktivnog vojnog osoblja i oko 20 milijuna u rezervi (uglavnom bivši ročnici), ali u tijeku je smanjenje broja aktivnog osoblja. Prema SIPRI (eng. Stockholm International Peace Research Institute) ruski godišnji vojni proračun iznosi oko 80,7 milijardi američkih dolara u 2014. čime je treći u svijetu (prve su SAD sa 682,3 milijarde).
Godine 2025., za vrijeme trajuće agresije na Ukrajinu, predsjednik Vladimir Putin naredio je vojsci da poveća brojnost do 1,5 milijuna, pojača proizvodnju oružja i modernizira pruge u pograničnim područjima prema zemljama NATO-a. Izdvajanja za vojsku dosegla su razinu 6 % BDP-a. Prema procjenama zapadnih obavještajnih službi, proizvodnja tenkova T-90M povećana je s oko četrdeset prije invazije na gotovo 300 godišnje.